# Ferenc Gillemot
Dans le nom hongrois Gillemot Ferenc, le nom de famille précède le prénom, mais cet article utilise l’ordre habituel en français Ferenc Gillemot, où le prénom précède le nom.
Ferenc Gillemot, né le 11 septembre 1875 à Budapest et mort le 9 novembre 1916 près de Petroșani, est un sportif hongrois. Footballeur et entraîneur de football, il est notamment connu pour être le premier sélectionneur de l'équipe de Hongrie de football. Il est également champion de cyclisme dans les années 1890-1900.

## Biographie
Né dans une famille d'origine française, Ferenc Gillemot, ancien défenseur du 33 FC ou du Budapest Torna Club, est également champion national de cyclisme et double vainqueur de Budapest-Siofok.
Ferenc Gillemot est le tout premier sélectionneur de la Hongrie. Officiant à ce poste de 1902 à 1904, Gillemot dirige la sélection pendant cinq matchs. Il mène la Hongrie à trois succès et à deux défaites, lors de cinq matchs disputés contre l'Autriche ou contre la Bohême et Moravie. 
Après cette expérience de sélectionneur, Ferenc Gillemot se reconvertit et devient arbitre, journaliste sportif et même professeur à l'université. Il meurt au combat lors de la première Guerre mondiale en 1916.
Il est le père de László Gillemot (hu).